# 岩村田
岩村田（いわむらだ）は、長野県佐久市の北東部に存在する地域。宿場町、城下町、鳥居前町として発展した。「岩村田」の語源は「岩群れ田であり、岩石の多い所」だという。佐久方言では音便化して「いわんだ」と発音される。
岩村田駅、岩村田郵便局、佐久市立岩村田小学校、岩村田保育園などがある。
北限は上信越自動車道佐久インターチェンジ付近、南限は概ね湯川の堤防林の辺りである。岩村田小学校近くの湯川の対岸にある水田地帯は岩村田地籍である。東限に鼻顔稲荷神社が位置する。西限は中部横断自動車道が走行している。
1997年の北陸新幹線佐久平駅開業後に、住居表示事業により、同駅周辺が佐久平駅北・佐久平駅南・佐久平駅東、岩村田北1丁目として街区が分離された。岩村田地区は中込地区と並んで佐久平駅が開業する以前の佐久市の中心地の一つであった。

## 略史
- 829年（天長6年） - 岩村田の開発八名、百三十保丁、米大升七斗指上の記録。
- 1057年（天喜5年） - 御守護一条二郎様御検地一千保丁米六十石指上。
- 1186年（文治2年） - 大井荘岩村田最古の記録（八条院年貢記録）
- 1211年（建暦元年） - 岩村田は順徳天皇領となる。
- 1302年（乾元6年） - 後宇多上皇領となる。
- 1306年（徳治元年） - 昭堂門院領となる。
- 1445年（文安2年） - 人口が3万人になる。
- 1547年（天文16年） - 武田信玄領となる。
- 1553年（天文22年） - これまで用いた岩田村、磐邑田、岩村、岩邑などの地名を「岩村田」に統一。
- 1590年（天正18年） - 仙石秀久領になる。
- 1703年（元禄16年） - 内藤正友が岩村田陣屋設置し、岩村田藩誕生。
- 1869年（明治2年） - 廃藩置県で岩村田県になり、やがて長野県に吸収。
- 1889年（明治22年） - 町村制の施行により、岩村田町発足。
- 1954年（昭和29年） - 平根村・高瀬村・中佐都村と合併して浅間町が発足。同日岩村田町廃止。
- 1961年（昭和36年） - 浅間町が東村・野沢町・中込町と合併して廃止され、佐久市発足。

## 交通

### 鉄道路線
- JR東日本小海線 岩村田駅

### 道路
- 国道141号
- 上信越自動車道 - 佐久インターチェンジ

## 医療機関・福祉施設等
- 佐久市立国保浅間総合病院
- 三世会 金沢病院
- 佐久市介護老人保健施設みすず苑

など

## 教育機関
- 佐久市立岩村田小学校
- 佐久市立浅間中学校
- 長野県岩村田高等学校
- 学校法人聖啓学園 佐久長聖中学校・高等学校
- 長野県佐久平総合技術高等学校 浅間キャンパス
- 学校法人佐久学園 佐久大学

## 史跡・名勝
- 中山道岩村田宿
- 大井城跡（王城公園） - 大ケヤキは長野県指定の天然記念物[7]
- 岩村田ヒカリゴケ産地（国指定天然記念物）[8]
- 仙禄湖

## 伝統行事
- 岩村田祇園祭お船様祭り[9]